# Сан-Жулиан-душ-Пассуш
Сан-Жулиан-душ-Пассуш (порт. São Julião dos Passos) — район (фрегезия) в Португалии, входит в округ Брага. Является составной частью муниципалитета Брага. Находится в составе крупной городской агломерации Большое Минью. По старому административному делению входил в провинцию Минью. Входит в экономико-статистический субрегион Каваду, который входит в Северный регион. Население составляет 697 человек на 2001 год. Занимает площадь 1,96 км².
Покровителем района считается Жулиан-и-Базилисса (порт. Julião e Basilissa).